# Mas Puig de Rajols
Mas Puig de Rajols és una obra de Susqueda (Selva) inclosa a l'Inventari del Patrimoni Arquitectònic de Catalunya.

## Descripció
El mas Puig de Rajols és una gran casa de planta rectangular, estructura basilical i amb dues plantes i golfes.
Les obertures són rectangulars i emmarcades de pedra sorrenca amb llindes monolítiques. Un costat de l'estructura basilical ha estat anivellada i habilitada amb un assecador amb obertura de fusta. La porta principal conté una llinda monolítica amb la data gravada de 1770. A sobre, un gran bloc de pedra sorrenca mostra, en mal estat, la llegenda següent: IOSEPh FONT Y PVITX DE RAJOLS ME FECIT.
A la part posterior hi ha diverses dependències de treball i serveis. Davant la casa hi ha les restes de l'antiga era de batre.
A la façana es conserven restes d'un rellotge de sol amb pintura vermella i blanca on hi ha un sol pintat.

## Història
L'edifici actual està datat a l'entorn del 1770 encara que el mas pot ser més antic.